# Шагалова Людмила Олександрівна
Людмила Олександрівна Шагалова (рос. Людмила Александровна Шагалова; нар. 6 квітня 1923, Рогачов, Гомельська губернія — пом. 13 березня 2012, Москва) — радянська російська акторка. Народна артистка РРФСР (1977).

## Життєпис
Закінчила Всесоюзний державний інститут кінематографії (1948). З 1938 р. знімається у кіно. Із кіно Людмила Шагалова пішла після святкування свого 70-річчя. Померла 13 березня 2012.

## Призи та нагороди
- 1949: Сталінська премія першого ступеня (за участь у фільмі «Молода гвардія»)

## Фільмографія
1. 1938 — Семикласники — Леля
2. 1948 — Молода гвардія — Валерія Борц
3. 1951 — Великий концерт — колгоспниця Катя
4. 1951 — Прощавай, Америко! — Сесілія Вонг, стенографістка посольства
5. 1954 — Вірні друзі — Катя Сінцова, технік-будівельник, рятує породистий табун від великої степової пожежі і ледь не гине.
6. 1954 — Вони спустилися з гір — Настя Буланова
7. 1955 — У пошуках адресата — Наташа Соколова
8. 1956 — Справа № 306 — Людмила Олександрівна Іркутова
9. 1957 — Поруч з нами — Ніна, наречена Миколи, лікар
10. 1957 — Мета його життя — Ніна Кострова
11. 1959 — Не май сто карбованців — Корецька Ніна Платонівна, ботанік
12. 1959 — Я вам пишу — Нелі
13. 1960 — Ровесник століття — Дуня
14. 1961 — Дуель — Надія Федорівна
15. 1961 — Найперші — Віра Павлівна Калугіна
16. 1962 — 713-й просить посадку — Тереза
17. 1963 — Найповільніший поїзд — актриса Варвара
18. 1964 — Одруження Бальзамінова — Павла Петрівна Бальзамінова, матінка Миші
19. 1964 — Казка про втрачений час — Маруся Морозова, дівчинка-бабуся
20. 1964 — Хочете — вірте, хочете — ні ... — Галя Сазонова
21. 1965 — Парасолька
22. 1965 — Від семи до дванадцяти (кіноальманах) — Віра, мама Люсі
23. 1966 — Дядєчків сон — Настася Петрівна Зяблова
24. 1966 — Хлопчик і дівчинка — жінка в кімоно
25. 1967 — З нудьги — Софія Іванівна
26. 1969 — 13 доручень — Зоря Невська, дресувальниця собак
27. 1969 — Викрадення — артистка Шагалова
28. 1970 — Один з нас — Муся, випадкова знайома «вантажника»
29. 1971 — Острів скарбів — місіс Гокінс
30. 1972 — Бій з тінню —  Марія Дмитрівна, мати Сергія
31. 1972 — Привалівські мільйони — Хіонія Олексіївна Заплатіна, сваха
32. 1973 — А ви кохали коли-небудь? — Ніна Дмитрівна, мати Миті
33. 1973 — Дача — Марія Михайлівна, сусідка по дачі і подруга Ані
34. 1974 — Незнайомий спадкоємець — Алевтина, мати Сергія
35. 1975 — Ау-у! — актриса, придворна
36. 1975 — Що наше життя?!, Або Що наше життя?!
37. 1975 — Не може бути! — Матуся нареченої
38. 1975 — Весільна пригода
39. 1976 — Підранки — Ніна Григорівна, вихователька в капелюшку
40. 1977 — Рудін — мадемуазель Бонкур
41. 1977 — Вусатий нянь — Марина Борисівна Михальчук, директор дитсадка № 21
42. 1978 — Поки божеволіє мрія — мадам Абажур
43. 1978 — Останній шанс — мати Славки Горохова
44. 1979 — Дорослий син — Катерина Іванівна Коврова, відпочивальниця в Криму
45. 1980 — Будинок на Лісовій — дружина Чумакова
46. 1980 — Крижана онука — бабка Катерина
47. 1980 — Сіціліанський захист — Ганна Павлівна Лебедєва, мама Лебедєвої, співробітниця служби «03»
48. 1981 — Ніч на четвертому колі — матуся
49. 1982 — Принцеса цирку — матінка-хіромантка
50. 1984 — Інопланетянка — Фаїна Степанівна, мати Блинкова
51. 1984 — Пеппі Довгапанчоха — Фрекен Сеттергрен
52. 1985 — Танцмайданчик — Марія Миколаївна
53. 1987 — Де знаходиться нофелет? — Олена Аркадіївна, мати Павла
54. 1987 — Позика на шлюб — Казначеєва, хвора